# Asociación Estonia de Fútbol
La Asociación Estonia de Fútbol (EJL) (en estonio: Eesti Jalgpalli Liit), es el órgano responsable de regular el fútbol en Estonia, con sede en Tallin. Se encarga de la organización de la liga nacional, conocida como Meistriliiga, la Copa de Estonia y los partidos de la selección estonia. Fundada en 1921, entró a formar parte de la FIFA en el año 1923, pero fue disuelta a causa de la anexión de Estonia en la Unión Soviética, regresando tras la independencia del país en 1992. En este año entra también en la UEFA.

## Historia
La Asociación Estonia de Fútbol fue fundada el 14 de diciembre de 1921 por los 29 clubes existentes en el país. En el momento de su fundación, ya estaba en marcha una liga estonia, y la selección nacional había debutado hacía un año, jugando contra Finlandia. En 1923 la EJL se afilió por primera vez a la FIFA.
Durante los años veinte y treinta la selección de Estonia jugó varias ediciones de la Copa Báltica, participó en los Juegos Olímpicos de París en 1924 y disputó las fases clasificatorias para la  Copa Mundial de 1934 y la de 1938. 
Sin embargo, la anexión de Estonia a la URSS, en 1940, supuso la disolución de la Asociación Estonia de Fútbol, que sería refundada en 1988. En 1992, tras la independencia de Estonia, se ponía nuevamente en marcha la liga estonia, medio siglo después de su última edición. Ese mismo año, la EJL fue reconocida internacionalmente, pasando a formar parte de la FIFA y la UEFA. Ello permitió a los clubes y equipos estonios participar oficialmente en las competiciones internacionales.
La selección estonia fue derrotada 6-0 por Suiza en su primer partido oficial, correspondiente a la fase de clasificación del Mundial de 1994 disputado en agosto de 1992. A nivel de clubes, la primera presencia de un equipo estonio en competición europea fue el FC Norma Tallinn, que participó en la Liga de Campeones de la temporada 1993/94.
En abril de 2005 Tallin fue la sede del XXIX Congreso Ordinario de la UEFA.

## Copa Báltica
- 1929:Campeón
- 1931:Campeón
- 1938:Campeón